# Arbeiter-Schwimmverband
Der Arbeiter-Schwimmverband wurde 1890 in Berlin gegründet. 1913 wurde er in den Arbeiter-Wassersportverband umbenannt, weil nun auch andere Wassersportler aufgenommen wurden. Die Schwimmer und Schwimmerinnen des Verbandes nahmen überaus erfolgreich an den Arbeiter-Olympiaden teil.